# Keith Malley
Keith Malley (ur. 15 kwietnia 1974) – amerykański artysta komediowy i podcaster, najlepiej znany ze swojego popularnego programu ukazującego się w internecie – Keith and The Girl.

## Stand-up
Keith corocznie występuje w dniu swoich urodzin, po czym wydaje płytę z materiałem z występu. Tematy, które porusza, to m.in. stosunki z jego ojcem, dorastanie w wiejskiej Pensylwanii, praca jako klaun oraz praca jako kelner.

## Keith and The Girl
Wraz ze swoją partnerką, piosenkarką i autorką tekstów Chemdą Khalili, prowadzi popularny program Keith and The Girl, ukazujący się jako w internecie jako podcast od roku 2005.

## Dyskografia
- Coming Of Age (2004)
- Children's Party Songs (2005)
- Happy To Serve You (2006)
- Point/Counterpoint (2007)

## DVD
Każdemu z wydawanych albumów CD odpowiada również płyta DVD, na której pojwiają się nagrania z występów i materiały dodatkowe, w tym wywiady i filmy dokumentacyjne.
Podobno nakręcono niezależny film o tytule "Crushed", w którym zagrał Keith Malley, jednak film nie został formalnie wydany.

## Książki
Keith Malley jest autorem dwóch książek, które wcześniej pojawiły się już za darmo w sieci. Obecnie zostały wycofane z sieci, ponieważ są teraz poprawiane i profesjonalnie redagowane, przed formalną publikacją. The Great American Novel (Wielka Amerykańska Powieść) zostanie równocześnie opublikowana w formacie audiobook, czytana przez autora. Keith Malley współpracuje obecnie ze swoją partnerką (i współprezenterką) nad nową książką.
- The Great American Novel (2001)
- Act As If (2002)
- The Relationship Book (tytuł roboczy) (2008)